# Tenorův mlýn
Tenorův mlýn v Sychotíně u Kunštátu v okrese Blansko je vodní mlýn, který stojí na potoce Petrůvka. Je chráněn jako nemovitá kulturní památka České republiky.

## Historie
Mlýn je zaznamenán k roku 1761, kdy byl jeho majitelem Tomáš Koráb. Je zobrazen na mapě Císařských povinných otisků z roku 1826. V roce 1939 jej vlastnil Vladimír Tenora.

## Popis
Barokní stavba mlýna má roubené patro. Dochovala se zde řada autentických stavebních i technických detailů, například trámový strop, klenba, krov nebo černá kuchyně a ve mlýnici krupník.
Voda na vodní kolo vedla náhonem. Technologické vybavení pochází od výrobců Jos. Prokop a synové, Pardubice (válcová stolice), Anton Besser, Mühlenbauanstalt, Wien-Währing (savka) a Anton Veith´s, Vídeň (loupačka).